# 小西美術工藝社
株式会社小西美術工藝社（こにしびじゅつこうげいしゃ）は、日本の東京都港区に本社を置く、社寺等の伝統建築や邸宅の設計や施工、国宝や重要文化財などの文化財の修繕と補修を業務とする企業。2016年時点で日本の文化財装飾に関わる4割の職人を抱える業界最大手企業である。
創業は寛永年間で日光東照宮の造営に関わった職人の喜兵衛に始まり、それ以来日光東照宮を中心とした建造物文化財の漆塗り、彩色、かざり金具のなどの工芸品の修理を行っている。明治期に業務を全国規模に拡大し、1957年に現在の小西美術工藝社が法人として設立された。1950年から2013年4月までの国指定の国宝・重要文化財と地方自治体指定の文化財の修理・施工実績は292件。1976年から東京国立博物館館内に漆工修理室を構え文化財の保存・修理を行っている。
代表取締役社長はデービッド・アトキンソンで、社長就任以降に旧態依然とした業界の慣行を打ち破り、社の業務改革に努めたことがメディアに取り上げられた。

## テレビ番組
- 日経スペシャル カンブリア宮殿 日本の国宝を守れ！ 文化財修復会社トップは英国人アナリスト（2015年5月21日、テレビ東京）[8]
- ETV特集「日本の文化財を守れ～アトキンソン社長の大改革～」(2017年4月29日、NHK教育テレビ) [9]